# Christian Atsu
Christian Atsu Twasam (Ada Foah, 10 de janeiro de 1992 — Antakya, 6 de fevereiro de 2023) foi um futebolista ganês que jogava como meia. O seu último clube foi o Hatayspor da Turquia, tendo falecido no sismo turco-sírio de 2023.

## Carreira

### FC Porto
Atsu chegou ao FC Porto jogando primeiramente nas camadas jovens até 2011–12, época em que foi emprestado ao Rio Ave. Voltou ao FC Porto depois de se ter realçado no Rio Ave e jogou pela primeira vez a 11 de agosto de 2012, num jogo ganho pelo FC Porto por 1–0 à Académica. Desde aí, começou a jogar regularmente, tanto nas competições internas como nas externas.
Marcou o seu primeiro golo a 15 de fevereiro de 2013, tendo inaugurado o marcador numa vitória de 2–0 contra o Beira-Mar no Estádio Municipal de Aveiro, na 19ª jornada da Primeira Liga.

### Rio Ave
Em 2011–12, foi emprestado ao Rio Ave, tendo jogado pela primeira vez em 28 de agosto de 2011, jogo que terminou com uma derrota contra o Olhanense por 1–0 em casa. Dois jogos depois, marca o seu primeiro golo ao serviço do clube, contra o Sporting, aos 48 minutos, mas perde por 3–2 em casa. Marcou também um golo no último jogo, a 12 de maio de 2012, numa partida em que resultou numa derrota de 5–2 contra o FC Porto. Nesta época, Atsu jogou 31 jogos e marcou 6 golos.

### Sismo na Turquia
Após os sismos na Turquia e Síria em 6 de fevereiro de 2023, Atsu acabou desaparecendo sob os escombros, já que estava perto do epicentro. O corpo do jogador só foi encontrado em 18 de fevereiro de 2023, tendo sido confirmada a morte.

## Títulos
Porto
- Campeonato Português: 2010–11, 2012–13
- Taça de Portugal: 2010–11
- Supertaça Cândido de Oliveira: 2012

Gana
- Campeonato Africano das Nações: 2015 2º Lugar.